# Trifăuți
Trifăuți è un comune della Moldavia situato nel distretto di Soroca di 1.005 abitanti al censimento del 2004